# Rhodolaimus terrestris
Rhodolaimus terrestris är en rundmaskart. Rhodolaimus terrestris ingår i släktet Rhodolaimus och familjen Bunonematidae. Inga underarter finns listade i Catalogue of Life.